# Кристес
Кристес (њем. Christes) општина је у њемачкој савезној држави Тирингија. Једно је од 65 општинских средишта округа Шмалкалден-Мајнинген. Према процјени из 2010. у општини је живјело 646 становника. Посједује регионалну шифру (AGS) 16066015.

## Географски и демографски подаци
Кристес се налази у савезној држави Тирингија у округу Шмалкалден-Мајнинген. Општина се налази на надморској висини од 450 метара. Површина општине износи 15,5 km². У самом мјесту је, према процјени из 2010. године, живјело 646 становника. Просјечна густина становништва износи 42 становника/km².

## Међународна сарадња
| Мјесто | Држава    | Врста сарадње | Од    |
| ------ | --------- | ------------- | ----- |
|        | Француска | контакт       | 2000. |
|        | Француска | контакт       | 2000. |
|        | Француска | партнерство   | 1992. |
| Извор  |           |               |       |